# Floresta de Tiveden

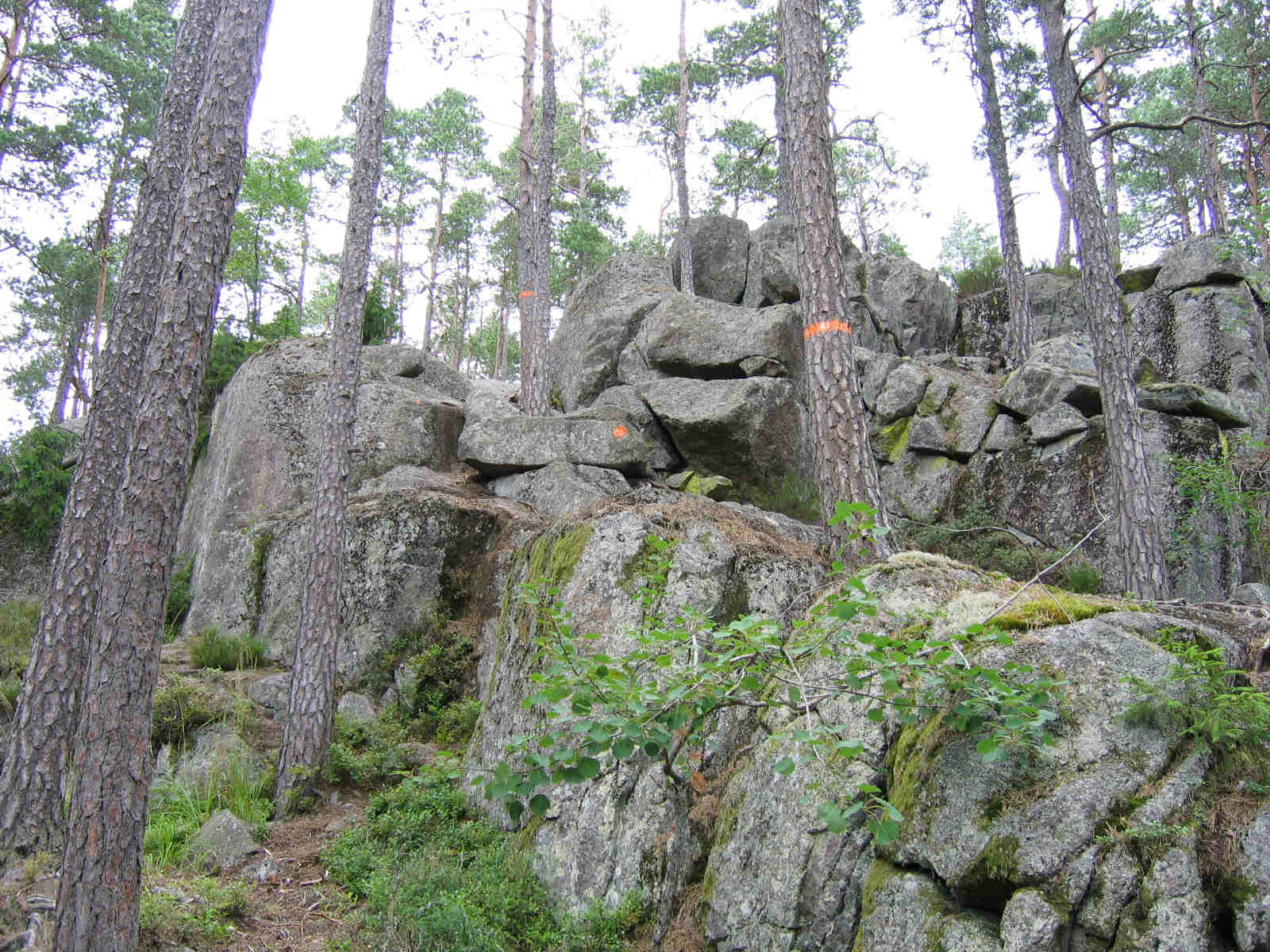
Vista de Trollkyrka, na floresta de Tiveden

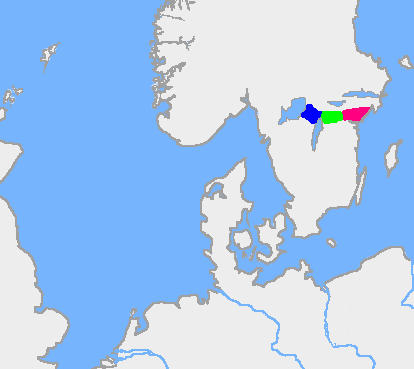
Florestas entre as regiões de Gotalândia e Svealand na Suécia.
Tiveden
Tylöskog.
Kolmården

Tiveden é uma floresta da Suécia na fronteira entre as províncias da Västergötland e de Närke, abrangendo os municípios de Laxå, Askersund, Gullspång, Töreboda e Karlsborg. Antigamente, Tiveden era uma zona de difícil acesso e pouco habitada, onde abundavam os salteadores. Hoje em dia, alberga o parque nacional de Tiveden. As três vastas florestas de Tylöskog, Tiveden e Kolmården formam uma barreira natural entre as duas grandes regiões históricas da Svealand e da Gotalândia.